# Velký táta
Velký táta (v anglickém originále Big Daddy) je americká filmová komedie z roku 1999. Jejím režisérem byl Dennis Dugan a vznikla podle scénáře, na němž spolupracovali Steve Franks, Tim Herlihy a Adam Sandler. Sandler ve filmu rovněž hraje hlavní roli. Dále se v něm představili například Joey Lauren Adams, Rob Schneider, Dylan a Cole Sprouse, Steve Buscemi a další. Autorem originální hudby k filmu je Teddy Castellucci, dále jsou v něm použity písně například od kapely Limp Bizkit či hudebníků Rufuse Wainwrighta a George Harrisona.

## Obsazení
- Adam Sandler jako Sonny Koufax
- Dylan a Cole Sprouse jako Julian McGrath (český dabing: Tomáš Kotrba)
- Joey Lauren Adams jako Layla Maloney (český dabing: Hana Krtičková)
- Jon Stewart jako Kevin Gerrity (český dabing: Zdeněk Mahdal)
- Leslie Mann jako Corinne Maloney (český dabing: Miroslava Součková)
- Rob Schneider jako Nazo
- Jonathan Loughran jako Mike
- Allen Covert jako Phil D'Amato
- Peter Dante jako Tommy Grayton
- Kristy Swanson jako Vanessa
- Joseph Bologna jako Lenny Koufax
- Steve Buscemi jako bezdomovec/rozvážeč pizzy
- Josh Mostel jako Arthur Brooks (český dabing: Zdeněk Hess)
- Edmund Lyndeck jako pan Herlihy
- Geoffrey Horne jako Sid

## Přijetí

### Recenze
Na recenzní stránce Rotten Tomatoes získal z 93 započtených recenzí 40 procent s průměrným ratingem 5,1 bodů z deseti. Na serveru Metacritic snímek získal z 26 recenzí 41 bodů ze sta. Na Česko-Slovenské filmové databázi snímek získal 63 %.

### Ocenění a nominace
| Rok  | Ocenění                          | Kategorie                                               | Nominovaný                                 | Výsledek  |
| ---- | -------------------------------- | ------------------------------------------------------- | ------------------------------------------ | --------- |
| 2000 | Blockbuster Entertainment Awards | nejoblíbenější herec: komedie                           | Adam Sandler                               | vítězství |
| 2000 | Blockbuster Entertainment Awards | nejoblíbenější herec ve vedlejší roli                   | Cole Sprouse & Dylan Sprouse               | nominace  |
| 2000 | Blockbuster Entertainment Awards | nejoblíbenější herečka ve vedlejší roli                 | Joey Lauren Adams                          | nominace  |
| 2000 | BMI Film & TV Awards             |                                                         | Teddy Castellucci                          | vítězství |
| 2000 | Mediální cena GLAAD              | nejlepší film                                           |                                            | nominace  |
| 2000 | Zlatá malina                     | nejhorší herec                                          | Adam Sandler                               | vítězství |
| 2000 | Zlatá malina                     | nejhorší scénář                                         | Steve Franks, Tim Herlihy & Adam Sandler   | nominace  |
| 2000 | Kids' Choice Awards              | nejoblíbenější film                                     |                                            | vítězství |
| 2000 | Kids' Choice Awards              | nejoblíbenější filmový herec                            | Adam Sandler                               | vítězství |
| 2000 | MTV Movie + TV Awards            | nejlepší komediální výkon                               | Adam Sandler                               | vítězství |
| 2000 | MTV Movie + TV Awards            | nejlepší herec                                          | Adam Sandler                               | nominace  |
| 2000 | MTV Movie + TV Awards            | nejlepší filmové duo                                    | Adam Sandler, Cole Sprouse & Dylan Sprouse | nominace  |
| 2000 | People's Choice Awards           | nejlepší filmová komedie                                |                                            | vítězství |
| 1999 | Teen Choice Awards               | nejlepší letní film                                     |                                            | vítězství |
| 2000 | Young Artist Awards              | nejlepší herecký výkon: mladý herec (věk 10 let a méně) | Cole Sprouse & Dylan Sprouse               | nominace  |
| 1999 | YoungStar Awards                 | nejlepší herecký výkon mladého herce: filmová komedie   | Cole Sprouse & Dylan Sprouse               | nominace  |